# Svjetionik Walney
Svjetionik Walney je svjetionik nalazi se na otoku Walney u Barrow-in-Furness, Cumbria, Engleska. Trenutna zgrada datira s početka 19. stoljeća i najjužnije je građevina koju je čovjek stvorio u Cumbriji.
Dovršen 1804. godine, kameni svjetionik i pripadajuće kućice zapravo su prethodili Barrowu i njegovoj luci. Konstrukcija je sagrađena kako bi zamijenila manji drveni svjetionik koji su 1790. godine izgradili Lancaster Quay Commissioners kako bi pomogli u plovidbi prema pristaništima u Glassonu blizu Lancastera i rijeke Lune. Sadržao je 3 90-centimetarska reflektora postavljena na sporo-rotirajuće vratilo; reflektori su se sastojali od udubljenog drvenog okvira prekrivenog malim komadićima zrcalnog stakla.
Izvorni svjetionik uništen je vatrom 1803. godine, a brzo ga je zamijenio današnji svjetionik. Svjetionik je projektirao inženjer E. Dawson. Optički sustav (obnovljen 1846. godine) bio je rotirajući niz od četiri Argandove svjetiljke na satnom mehanizmu, poduprt paraboličnim reflektorima, koji su davali bijeli bljesak jednom u minuti.
Svjetionik se malo mijenjao sve do 1909. godine, kada je instaliran sustav acetilenskog plinskog svjetla, a to je ponovno promijenjeno 1953. godine u električno svjetlo i rotacijski sustav s posadom (još uvijek s četiri reflektora), trepereći svakih petnaest sekundi. Godine 2003., kada je napokon automatiziran, Walney je bio posljednji svjetionik s posadom u Engleskoj. Također je bio posljednji koji je koristio katoptrijski aparat; te godine reflektori su zamijenjeni modernom električnom svjetlosnom jedinicom.

## Vanjske poveznice
|  | Zajednički poslužitelj ima još gradiva o temi Svjetionik Walney |